# Гольдман Олександр Генріхович

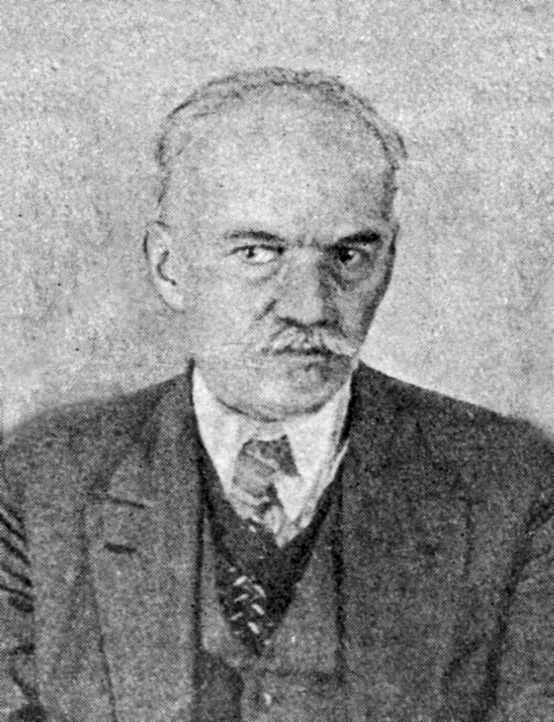
О. Г. Гольдман, 1936 р.

Го́льдман Олекса́ндр Ге́нріхович (нар. 3 лютого 1884, Варшава — 30 грудня 1971, Київ) — український фізик єврейського походження, академік АН УРСР (з 1929), доктор філософії Лейпцізького університету, професор політехнічного інституту та ін. вузів Києва (1921–1938).
Народився в Варшаві, в родині лікаря. В 1891 р. батьки переїхали до Києва, де він закінчив Олександрівську гімназію з золотою медаллю. Наприкінці 1901 р. починає вивчати математику на математичному відділенні фізико-математичного факультету Київського університету Св. Володимира. 1905 р. його зараховують студентом Лейпцизького університету, де він остаточно вирішує присвятити себе фізиці. Після захисту 1908 р. докторської дисертації повертається до Києва, але через єврейське походження йому відмовляють у посаді в університеті. На запрошення професора О.Вінера у 1911 р. починає працювати штатним асистентом у фізичному інституті Лейпцизького університету.
Після початку першої світової війни О. Гольдман переїхав до Петрограда, а звідти повернувся до Києва, де з 1918 р. працював викладачем фізики, а з 1921 р. — завідувачем кафедри фізики політехнічного інституту. Навесні 1919 р. займався організацією вищої школи та науково-дослідних установ, продовжуючи фізичні досліди, започатковувавши ними в Україні вивчення фізики напівпровідників. Під його керівництвом у 1921 р. виникає Фізична дослідна лабораторія при Київському губпрофосі, яка виростає до великого фізичного центру, що з 1929 р. має статус інституту (зараз — Інститут фізики НАН України). Гольдман також стає редактором створеного ним першого в Україні фізичного часопису «Фізичні записки». У 1929 р. Гольдман обирається академіком АН УРСР, займає посади члену її Президії, академіка-секретаря відділу математичних та природничих наук, доктора фізико-математичних наук (1935).

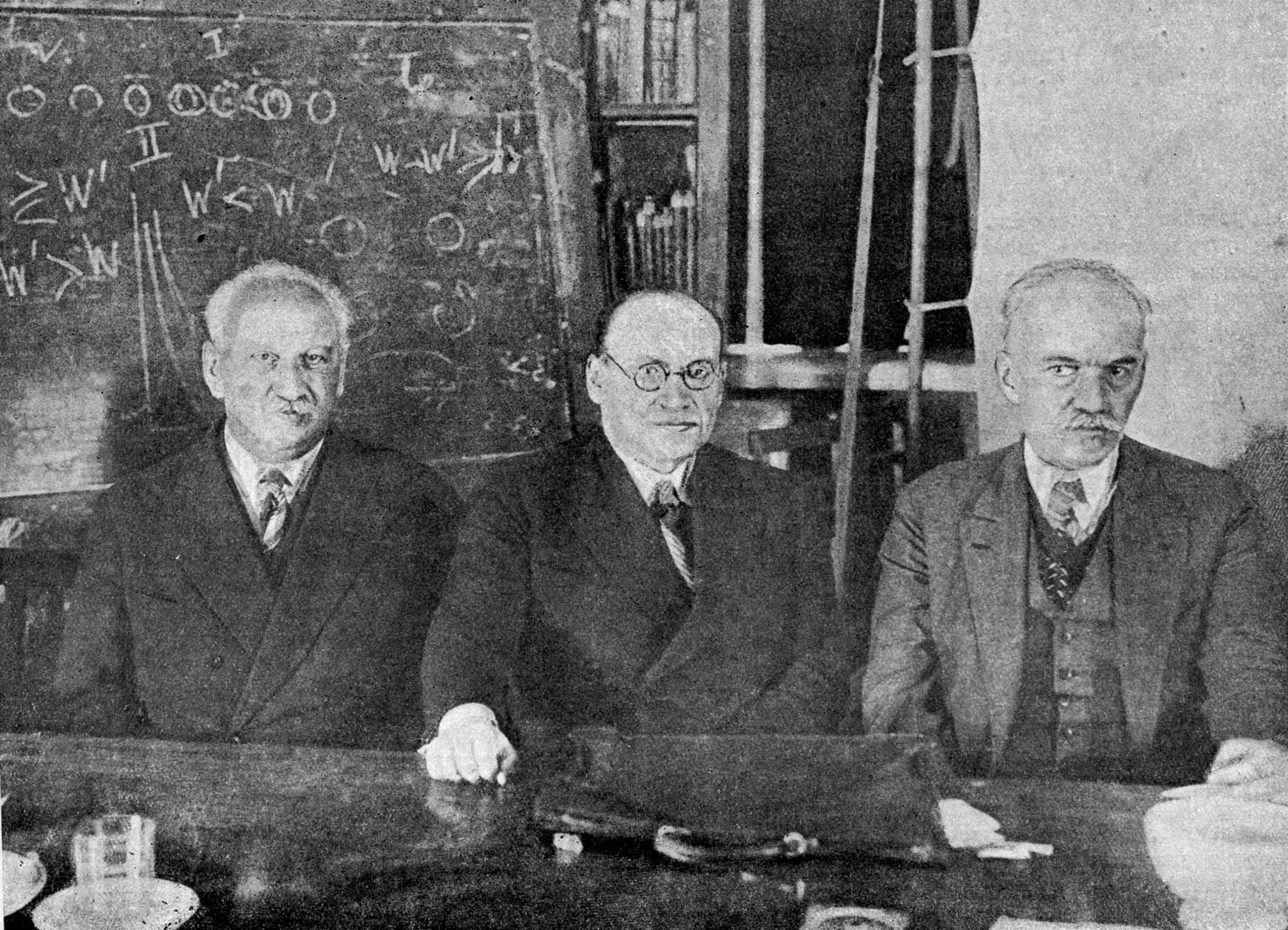
Академіки А. Ф. Йоффе, Я. І. Френкель і О. Г. Гольдман, Київ, 1936 рік

Заарештований органами НКВС УРСР 22 січня 1938 р. у Києві, Гольдман категорично заперечував усі звинувачення і, головне, не сказав нічого, що дало б змогу сфабрикувати справу проти інших осіб, як того вимагали слідчі. Ще задовго до завершення слідства Академія наук через свій журнал «Вісті Академії Наук УРСР» повідомила, що Гольдман — ворог народу. Звинувачення О. Гольдману було оголошено 4.05.1938 р. На той час слідство могло використати для звинувачення витяги з показів раніше звинувачених Й. Гермайзе, В. Затонського, Б. Богдановича та ін., які, за винятком Й. Гермайзе, були вже розстріляні. Рішенням так званої Особливої наради при наркомі ВС СРСР Гольдмана без розгляду його справи у судовому засіданні було визнано винним і відправлено в заслання до Казахстану.
З 29 грудня 1939 відбував заслання у м. Акмолінськ (нині м. Астана, Казахстан). У 1940–1941 працював у Ленінградському відділенні Союзтранспроект Наркомату шляхів сполучення. Згодом у 1942–1943 викладав латинську мову в Акмолінській школі медсестер. У травні 1944 переїхав до м. Вологда, де викладав фізику у місцевому педагогічному інституті. Протягом 1952–1956 проживав у м. Ростов-на-Дону.
Судимість було знято 22 березня 1953. Верховним Судом УРСР у 1956 вирок було скасовано за відсутністю складу злочину. Від 1959 завідував лабораторією Інституту фізики АН УРСР.
Наукові праці присвячені фізиці діелектриків і напівпровідників, електролюмінесценції, історії фізики.